# Region Macedonia Wschodnia i Tracja
Region Macedonia Wschodnia i Tracja (nwgr. Ανατολική Μακεδονία και Θράκη, trl. Anatolikī́ Makedonía kai Thrákī) – jeden z 13 regionów administracyjnych w Grecji położony w północno-wschodniej części kraju. Obejmuje swoim obszarem fragment greckiej Macedonii, tę część Tracji, która należy do Grecji oraz wyspy Tasos i Samotrakę. Region graniczy od zachodu z regionem Macedonia Środkowa, od północy z Bułgarią, od wschodu z Turcją. Od południa ograniczony jest przez Morze Trackie, północną część Morza Egejskiego.
Wraz z regionem Macedonia Środkowa współtworzy Administrację Macedonia-Tracja.
Stolicą regionu jest Komotini.
Administracyjnie region Macedonia Wschodnia i Tracja podzielony jest bezpośrednio na 22 gminy (demos).
Gminy regionu Macedonia Wschodnia i Tracja zgrupowane są w sześć jednostek regionalnych: 
- Jednostka regionalna Drama ze stolicą w Dramie – 5 gmin
- Jednostka regionalna Ewros ze stolicą w Aleksandropolis – 5 gmin
- Jednostka regionalna Kawala ze stolicą w Kawali – 3 gminy
- Jednostka regionalna Rodopy ze stolicą w Komotini – 4 gminy
- Jednostka regionalna Ksanti ze stolicą w Ksanti – 4 gminy
- Jednostka regionalna Tasos ze stolicą w Tasos – 1 gmina